# Asbach (Schmalkalden)
Asbach ist ein Ortsteil der Stadt Schmalkalden im Landkreis Schmalkalden-Meiningen in Thüringen.

## Lage
Asbach liegt in einem östlichen Seitental an einem Westhang zwischen Bergen, Tälern und Wäldern des Thüringer Waldes. Der den Ortsteil durchfließende Bach hat drei Quellen und ist gleichnamig. Verkehrsmäßig ist der Ortsteil direkt mit der Landesstraße 2610 und mit der Kernstadt sehr gut verbunden.

## Geschichte
Asbach wurde zwischen 822 und 842 erstmals urkundlich genannt. Die Stadt geht vom Jahr 1340 aus. Es gab schon lange Zeit Bergbau und Schmelzhütten, Eisenhämmer und Schleifkotten, was eine zeitige Besiedlung bekräftigt. Der Ort gehörte zum Amt Schmalkalden der hessischen Herrschaft Schmalkalden.
Im 19. Jahrhundert war die Kleineisenindustrie Haupterwerbsquelle. Nebenerwerbsquellen waren die Landwirtschaft und Viehzucht. Die Dorfkirche wurde 1723 eingeweiht. Heute (2024) ist Asbach Kurort und besitzt ca. 1280 Einwohner.
In Asbach ist die Schmalkaldener Ehrenbürgerin Petra Sonntag beheimatet.
Nach dem Stadtteil ist auch die Asbacher Straße benannt.